# フィギング

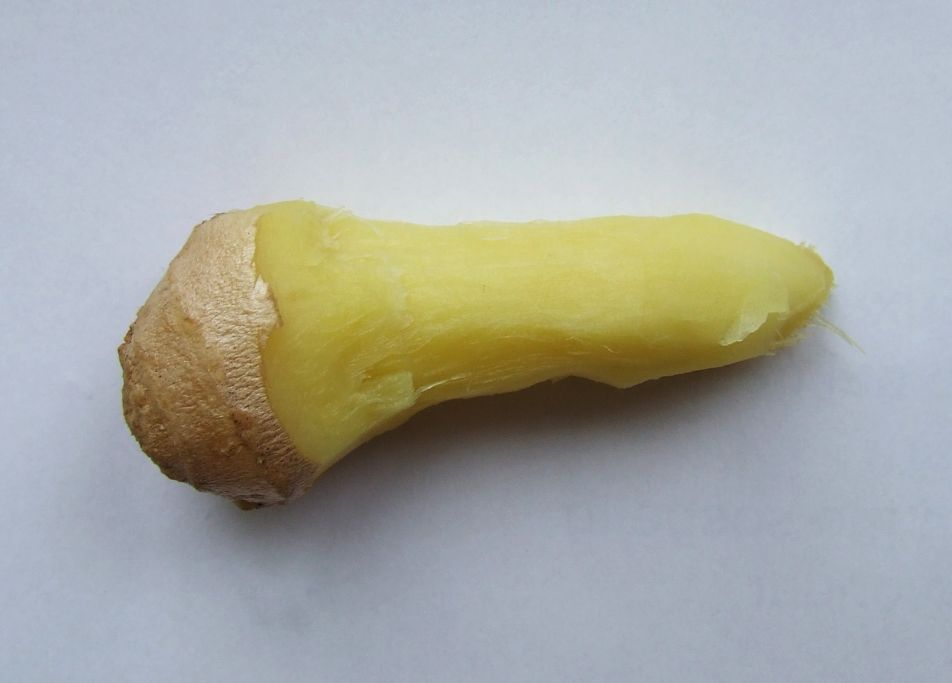
ショウガの根の皮をむいたディルド

フィギング (英:Figging) とは皮をむいた生姜の根を人間の肛門や膣に挿入して、急性の灼熱感を引き起こす行為である。歴史的に懲罰だったが、近年ではSMプレイの一つとして行われている。「フィギング」という用語は、19世紀の「feaguing」という言葉に由来している。

## 歴史
この体罰の方法は古代ギリシャの女奴隷に対するしつけの一形態として最初に使用された。犠牲者は拘束具で拘束されたまま苦痛が大きくなっていった。

## 方法
生姜は皮をむいてアナルプラグの形に掘られて挿入されると激しい灼熱感を引き起こし、犠牲者に耐えられない苦痛を引き起こす。効果は挿入後2〜5分以内に最高潮に達し、約30分間持続した後、徐々に緩和されていく。生姜は使用後さらに皮をむいて再使用することで苦痛を再生することができる。生姜の根を新しくむくたびに犠牲者の苦痛の持続時間が更新されていく。
挿入されている人が肛門の筋肉を引き締めると、感覚がより強くなる。このため、尻の食いしばりを禁止するために鞭打ち刑で使用されることがあった。犠牲者は肛門の灼熱感を増しながら鞭打ちに堪えるか、尻を緩めて鞭打ちの苦痛を強くするかの選択を迫られる。